# Xã Fairfax, Quận Polk, Minnesota
Xã Fairfax (tiếng Anh: Fairfax Township) là một xã thuộc quận Polk, tiểu bang Minnesota, Hoa Kỳ. Năm 2010, dân số của xã này là 198 người.